# Glasja-Labolas
Glasja-Labolas – w tradycji okultystycznej, dwudziesty piąty duch Goecji. Znany jest również pod imionami Glasja-Nabolas, Glasya-Labolas, Glasya Labolas, Glassia-labolis, Classyalabolas, Caassimolar i Caacrinolaas. By go przywołać i podporządkować, potrzebna jest jego pieczęć, która według Goecji powinna być zrobiona ze srebra i miedzi zmieszanych w równych proporcjach albo z rtęci.
Jest on potężnym przywódcą i hrabią piekła. Rozporządza 36 legionami duchów.
Naucza w szybkim czasie wszystkich sztuk i nauk. Zna się na przeszłości i przyszłości. Potrafi sprawić, iż człowiek staje się niewidzialnym. Jest odpowiedzialny za przelewy krwi i ludobójstwa.
Ukazuje się pod postacią psa ze skrzydłami gryfa.